# Teodoric I de Frísia Occidental
Teodoric I, (circa 870 - mort cap a 959), conegut també com a Dirk I, va ser comte de Frísia Occidental des de 916 a 959. Va ser enterrat a l'Abadia d'Egmond.

## Història
Era probablement fill de Gerulf II, comte al Kennemerland. És investit, en ple domini, per Carles III de França del comitatus de Kennemerland, on havia succeït al seu pare, en un lloc anomenat Pladella Vil·la -situat en l'actual municipi de Bladel- per carta patent datada el 20 d'abril de 922. El 923, el mateix monarca, trobant-se a Bladel, -poble del consell de 's-Hertogenbosch- li dona l'església d'Egmond amb totes les seves dependències. Als arxius de la seva abadia figura Teodoric com el primer «comte d'Holanda».
Tanmateix, aquest va ser l'últim favor que va rebre del sobirà, ja que Carles III de França és destronat, en aquesta època després de la seva derrota a la batalla de Soissons enfront de Robert I de França.
El nom de la seva esposa va ser Gerberga (Geva), va tenir dos fills: 
- Teodoric?, comte a Frísia associat al seu pare des de 928 a 939, que va ser el pare de Teodoric II († 988), comte a Frísia. L'existència d'aquest fill ha estat posada en evidència per estudis recents.
- Gerulf.